# Tone Kropušek
Tone Kropušek (2. listopadu 1928, Zibika - 22. června 2017) byl slovinský politik a jeden z nejmladších účastníků národněosvobozeneckého boje za druhé světové války.

## Život a politická činnost
Narodil se v Zibice, mládí strávil u svých prarodičů. Tři z jeho příbuzných skončili kvůli nesouhlasu a odporu proti okupaci v Osvětimi, dva byli zastřeleni ve Starim Piskeru. V patnácti letech se přidal k partyzánům a v období probíhající války byl mimo jiné kurýrem 11. slovinské národněosvobozenecké brigády „Miloš Zidanšek“. 15. května 1945 byl při rozpuštění slovinského partyzánského vojska demobilizován.
Studoval na lesnické škole a odstěhoval se do Mariboru, kde se ujal vedení mládežnické organizace. V polovině padesátých let byl již předsedou celoslovinské mládežnické organizace. V roce 1962 absolvoval fakultu politických věd v Bělehradě. V letech 1965 až 1968 byl tajemníkem Svazu komunistů Slovinska v Mariboru a z titulu této funkce podporoval všestranný rozvoj regionu. Následně se ujal funkce předsedy slovinské pobočky Svazu odborů Jugoslávie.
Zařadil se mezi klíčové postavy modernizace a liberalizace slovinské společnosti, podílel se také na přípravě třicetiletého plánu Slovinsko 2000, které počítalo s přiblížením Slovinska nejrozvinutějším a nejvyspělejším zemím Evropy. Reformní plány, které Kropušek připravoval v odborových řadách, byly na celostátní úrovni doplněny reformní linií premiéra Stane Kavčiče – odpor zastánců starých pořádků a jejich podpora z centra federace však znamenala v konečném důsledku sesazení premiéra i šéfa oborů. Kropušek byl krátce předsedou parlamentu, jehož byl dlouholetým členem. Následoval návrat do Mariboru, kde se ujal funkce generálního ředitele společnosti Hidromontaž. Kropoušek zde aplikoval moderní manažerské metody a spolupracoval s vědeckým sektorem. V roce 1984 odešel zájmy společnosti zastupovat do Berlína.
Do důchodu odešel v roce 1988, začal se však věnovat spolku veteránů z národněosvobozenecké války. Po rozkladu Jugoslávie Svaz bojovníků aktivně participoval na budování slovinské samotnosti. Za svou činnost obdržel v roce 2005 Kropušek čestné občanství Mariboru.